# Понцоне
Понцоне (італ. Ponzone, п'єм. Ponson) — муніципалітет в Італії, у регіоні П'ємонт,  провінція Алессандрія.
Понцоне розташоване на відстані близько 450 км на північний захід від Рима, 80 км на південний схід від Турина, 39 км на південь від Алессандрії.
Населення — 1052 особи (2014).
Щорічний фестиваль відбувається 18 вересня. 

## Демографія
Населення за роками:

Станом на 1 січня 2023 року в муніципалітеті офіційно проживали 82 іноземці з 23 країн, серед них 45 громадян країн Євросоюзу та 2 громадяни України.

## Сусідні муніципалітети
- Картозіо
- Кассінелле
- Каваторе
- Гроньярдо
- Мальвічино
- Моларе
- Морбелло
- Парето
- Сасселло
- Тільєто
- Урбе